# ستيفن وود
ستيفن وود (بالإنجليزية: Steven Wood)‏ هو كاياكير أسترالي، ولد في 17 مارس 1961 في بريزبان في أستراليا، وتوفي بنفس المكان في 23 نوفمبر 1995.

## وصلات خارجية
- ستيفن وود على موقع اللجنة الأولمبية الدولية (الإنجليزية)
- ستيفن وود على موقع أوليمبيديا (الإنجليزية)
- ستيفن وود على موقع اللجنة الأولمبية الأسترالية (الإنجليزية)